# Beverly Hilton Hotel
Het Beverly Hilton Hotel is een hotel dat zich bevindt op de kruising van Wilhire en Santa Monica Boulevard in Beverly Hills in Californië. In het Beverly Hilton worden meerdere prijzengala's, benefietbijeenkomsten en andere evenementen georganiseerd, maar het hotel is misschien het best bekend van de Golden Globe Awards die er uitgereikt worden.

## Bijzonderheden
- Conrad Hilton opende dit door Welton Becket ontworpen hotel in 1953 met 582 kamers.
- Sinds 1961 vindt er in de "International Ballroom" van het hotel de jaarlijkse Golden Globe Awards plaats.
- In 1975 werd 50% van het hotel verkocht aan de "Prudenitial Insurance Company".
- In december 1987 werd het hotel voor 100% verkocht aan entertainer en zakenman Merv Griffin voor 100,2 miljoen dollar.
- In 2003 werd het hotel voor 130 miljoen dollar verkocht aan Beny Alagem.
- Tijdens het 50-jarige jubileum werd het hotel geheel gerenoveerd met een renovatie van 80 miljoen dollar.
- De Amerikaanse senator John Edwards werd gefilmd toen hij een affaire had met Rielle Hunter in het hotel.
- De zangeres Whitney Houston overleed op 11 februari 2012 in dit hotel.

## Evenementen
- Golden Globe Awards sinds 1961
- Clive Davis' "Pre-Grammy Party"
- Richard Nixons laatste persconferentie.
- Jaarlijkse "Academy Awards Governor's Ball"
- De "Jackson Family Foundation and Voiceplate" vierde op 26 juni 2010 de verjaardag van de overleden Michael Jackson met de show "Forever Michael".[1]